# Geschwenda

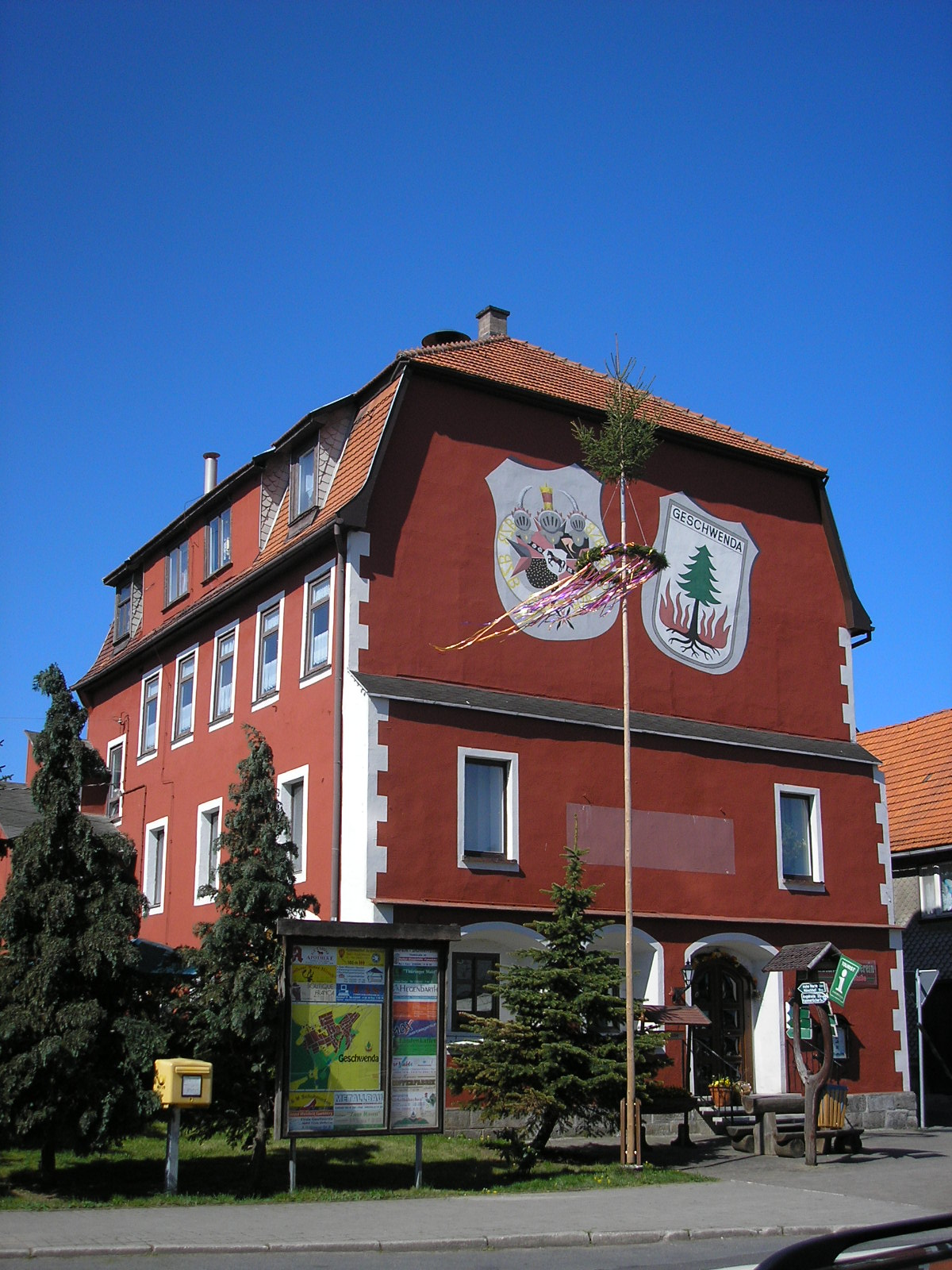
Gemeindehaus

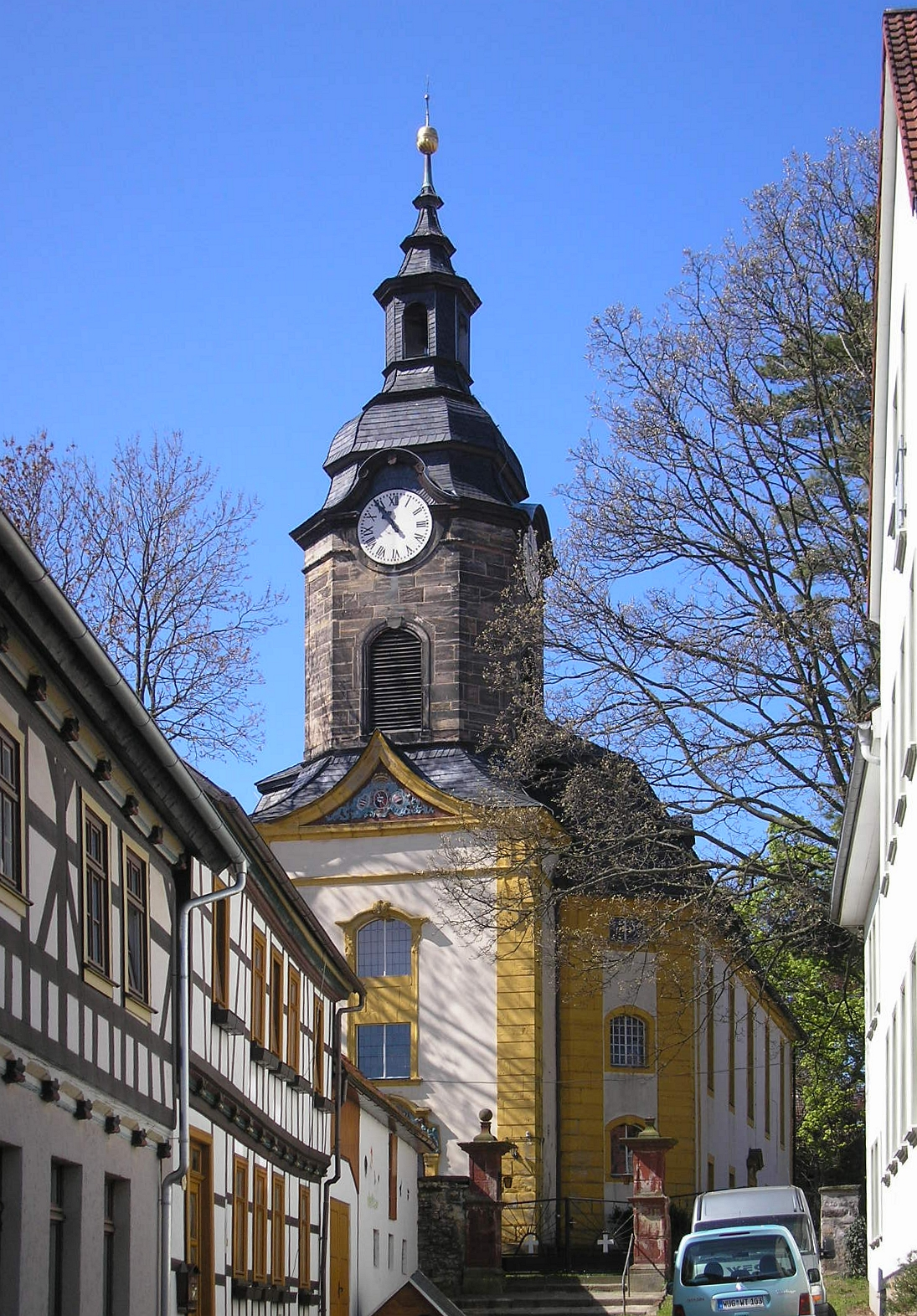
Dorfkirche

Geschwenda ist ein Ortsteil der Landgemeinde Geratal im Ilm-Kreis in Thüringen. Er liegt nordwestlich von Ilmenau direkt an der Bundesautobahn 71 sowie der Bundesstraße 88. Im lokalen Dialekt wird der Ort verkürzend Schwäng genannt.

## Geografie
Geschwenda liegt am Nordhang des Thüringer Waldes in etwa 470 m Höhe. Der Ort wird vom Wirrbach, einem Nebenfluss der Zahmen Gera durchflossen. Westlich von Geschwenda liegt die Alte Burg, ein 635 Meter hoher Berg, nach dem ein 874 m langer Tunnel der A 71 benannt ist. Südlich liegt der unbewaldete, 496 m hohe Geschwendaer Berg. Nördlich befindet sich der ebenfalls unbewaldete, 524 m hohe Kammberg.

### Nachbarorte
Im Uhrzeigersinn, beginnend im Norden: Liebenstein, Angelroda, Geraberg, Gräfenroda

## Geschichte
Auf dem Dörrberg südwestlich von Geschwenda befand sich mit der Alteburg (auch Raubschloss genannt) ein Stützpunkt zur Kontrolle und Sicherung der Handelsstraße zwischen Geraberg und dem Thüringer Wald über den Pass Schmücke. Die Burg stammte aus dem 12. Jahrhundert. Anfang des 20. Jahrhunderts wurden die Gebäude und Mauern weitestgehend abgetragen.
Der Ort wurde 1302 erstmals urkundlich in der Schreibweise Gyswende erwähnt. Damals schenkte Graf Günther von Käfernburg dem Abt von Hersfeld und erhielt ihn als Lehen zurück. Zu dieser Zeit lautete der Name noch „Gyswenda“. Eine Deutung leitet diese Ortsbezeichnung von „schwenden“ ab. Ein „Geschwende“ ist ein durch Abbrennen des Gehölzes gewonnenes Stück Land – im Gegensatz zum Roden des Waldes. So zeigt das Ortswappen eine Tanne, aus deren Wurzeln Flammen schlagen.
Die Besitzer des Rittergutes waren seit alters her bis 1729 die Herren von Lichtenberg, von 1729 bis 1740 die Herren von Plassenberg, von 1740 bis 1760 der Herr von Röder, Fürstlicher Württembergischer Geheimrat, Burggraf und Erboberstallmeister. Sein Sohn verkaufte es 1760 an den Freiherrn von Belmont. Nach deren Aussterben gehörte der Ort von 1829 bis 1920 zum Schwarzburg-Sondershäuser Amt Arnstadt in der Oberherrschaft. Der Ort war eine schwarzburgische Exklave, da er vom übrigen schwarzburgischen Gebiet getrennt lag.
Geschwenda war 1887 mit 1259 Einwohnern das größte Dorf in der Schwarzburg-Sondershäuser Oberherrschaft. Von 1920 an gehörte es bis 1952 zum Landkreis Arnstadt, zwischen 1952 und 1994 zum Kreis Ilmenau und seit 1994 zum Ilm-Kreis. Geschwenda hat sich 1993 der Verwaltungsgemeinschaft Oberes Geratal mit Sitz in Gräfenroda angeschlossen. Mit Auflösung dieser am 1. Januar 2019 wurde Geschwenda ein Ortsteil Geratals.

### Einwohnerentwicklung
Entwicklung der Einwohnerzahl:
| - 1843 – 800 - 1939 – 2.954 - 1989 – 2.709 - 2005 – 2.239 - 2010 – 2.114 - 2015 – 1.998 |

 Datenquelle: ab 1994 Thüringer Landesamt für Statistik – Werte vom 31. Dezember

## Politik

### (Ortsteil-)Bürgermeister und Ortsteilrat
Der Ortsteilbürgermeister von Geschwenda ist seit dem 1. Juli 2022 René Buhr (CDU), er wurde zuletzt bei den Kommunalwahlen in Thüringen am 26. Mai 2024 im Amt bestätigt. Buhr bildet zusammen mit acht weiteren Mitgliedern den Ortsteilrat. Zuvor waren von 1994 bis 2016 Ralf Groteloh (FWG) und von 2016 bis 2018 Berg Heyer (FWG) die ehrenamtlichen Bürgermeister von Geschwenda. Nach der Eingemeindung nach Geratal fungierte Berg Heyer von 2019 bis 2022 als Ortsteilbürgermeister.

### Partnerschaften
Seit dem 3. November 1990 besteht ein Partnerschaftsvertrag mit der Gemeinde Diemelsee in Hessen. Weitere Partnerschaften bestehen seit dem 14. Oktober 2006 mit der südfranzösischen Gemeinde Belgentier und seit dem 11. November 2010 mit der südenglischen Gemeinde Ringmer.

## Kultur und Sehenswürdigkeiten
Geschwenda besitzt einen historischen Ortskern mit für die Thüringerwaldregion typischen schieferverkleideten Häusern. Markant im Ortszentrum ist die ab 1741 errichtete spätbarocke Dorfkirche St. Nikolai.

## Schulgeschichte
Im Jahr 1743 schlug der neu erbaute Kirchturm auf die daneben stehende Schule auf und zerstörte das Schulgebäude. 1886 wurde ein neues Schulgebäude gegenüber der Kirche erbaut, in dem sich heute das Ärztehaus befindet. Bereits 1904 wurde wiederum eine neue Schule errichtet, diese erhielt in der Inflationszeit zu Beginn der 1920er-Jahre einen weiteren, vier Räume umfassenden Seitenflügel. Der Mangel an Klassenräumen wurde 1985 durch den Erweiterungsbau des Schulgebäudes mit weiteren sechs Unterrichtsräumen und dem Sanitärbereich behoben.
Im Rahmen einer Aktion des EU-Programms „SOKRATES“ bestehen Partnerschaften zwischen der heutigen Staatlichen Grundschule Geschwenda und Schulen in Belgien, Dänemark, Nordirland und England.

## Wirtschaft und Verkehr
Geschwenda ist ein wirtschaftlich starker Ort, der mit den Firmen KHW Kunststoff- und Holzverarbeitungswerk GmbH, der Stahl- und Förderanlagenbau GmbH, dem börsennotierten Unternehmen Geratherm, der Umweltsensortechnik GmbH und zahlreichen weiteren Firmen mehrere überregional tätige Firmen besitzt. Südlich des Ortes, direkt an der A71 liegt das Gewerbegebiet Geschwendas, in dem sich viele mittelständische Unternehmen angesiedelt haben.
Seit 2004 besitzt Geschwenda eine Ortsumgehung, auf der die B 88 Ilmenau−Gotha verläuft. Dort befindet sich auch die 235 Meter lange, 40 Meter hohe Wirrbachtalbrücke. Ungefähr zwei Kilometer südlich liegt die A 71-Abfahrt Gräfenroda. Des Weiteren existiert noch eine Straße nach Angelroda. Einen Bahnanschluss hatte Geschwenda nie, der Haltepunkt Dörrberg an der Bahnstrecke Neudietendorf–Ritschenhausen liegt jedoch nur etwa 1,5 km westlich des Ortes.

## Persönlichkeiten, die vor Ort gewirkt haben
- Gottfried Heinrich Krohne (1703–1756), Landbaumeister und Architekt der Nikolaikirche
- Eduard Große (1810–1882), deutscher Landwirt, Bürgermeister von Geschwenda und Mitglied des Landtags des Fürstentums Schwarzburg-Sondershausen
- Robert Dornheim (1875–1971), deutscher Gewerkschaftsfunktionär und Politiker (SPD, USPD, SED)
- Franz Knappe (1921–2017), Skispringer

## Sonstiges
Wegen der ärmlichen Bodenerträge der Landwirtschaft wurde einst von Bauern aus den Nachbargemeinden der Spottvers: „In Geschwende hat das Brot ein Ende“ erdacht und in Umlauf gebracht. Mit der stürmischen Industrialisierung der letzten Jahre haben sich die Verhältnisse ins Gegenteil gewandelt.